# Rock Me (canção de Melanie C)
Rock Me é o primeiro single do álbum The Sea, o quinto CD da cantora. Composição de Melanie C, Dave Roth e David Jost, produzido por Dave Roth e Andy Chatterley. O single físico está programado para ser lançado dia 24 de junho apenas na Alemanha, Suíça e Austria. Dia 26 de junho o single será lançado no iTunes do mundo inteiro A canção foi escolhida pela rede de tv Alemã ZDF para sua cobertura da Copa do Mundo Feminina 2011.

## Vídeo Clipe
O vídeo estreou duas semanas antes do lançamento. Melanie dança em um parque de skate, e de frente a uma parede grafitada escrito "Rock Me".

## Faixas
- CD single[2]

1. "Rock Me"
2. "Stop This Train" (Melanie Chisholm, Peter Vettese)

- Download Digital[3]

1. "Rock Me"
2. "Rock Me" (Dance Mix)
3. "Stop This Train"
4. "Rock me" (video)

## Lançamentos
| Região      | Data                | Formato                    | Gravadora               |
| ----------- | ------------------- | -------------------------- | ----------------------- |
| Alemanha    | 24 de Junho de 2011 | CD single Download digital | 313 Music, Warner Music |
| Suíça       | 24 de Junho de 2011 | CD single Download digital | 313 Music, Warner Music |
| Áustria     | 24 de Junho de 2011 | CD single Download digital | 313 Music, Warner Music |
| Reino Unido | 26 de Junho de 2011 | Download digital           | Red Girl Records        |

## Referencias
1. ↑  «Anúncio do álbum». MelanieC.net. Red Girl Records Ltd. 7 de junho de 2011. Consultado em 10 de Junho de 2011. Arquivado do original em 29 de setembro de 2011
2. ↑  «Rock Me (2track): Melanie C: Amazon.de: Musik». Amazon.de. Consultado em 10 de Junho de 2011
3. ↑  «Rock Me - Single». ITunes Store. Apple Inc.
4. ↑  Corner, Lewis (7 de Junho de 2011). «Mel C revelou o vídeo clipe de 'Rock Me' (página em inglês)». Digital Spy. Consultado em 10 Junho de 2011
5. ↑  «Lançamento mundial de 'Rock Me' no iTunes». melaniec.net. 8 de Junho de 2011. Consultado em 8 de Junho de 2011. Arquivado do original em 25 de agosto de 2012

## Posições
Rock Me entrou na posição #38 na Alemanha, devido a falta de divulgação.